# C'est moi qui pars...
 (juillet 2011).
Si vous disposez d'ouvrages ou d'articles de référence ou si vous connaissez des sites web de qualité traitant du thème abordé ici, merci de compléter l'article en donnant les références utiles à sa vérifiabilité et en les liant à la section « Notes et références ».
Albums de Claude Barzotti
Beau, j's'rai jamais beau
(1984) J'ai les bleus
(1987)
C'est moi qui pars..., est le quatrième album studio de Claude Barzotti, sorti en 1986.

## Liste des titres
| No  | Titre                                  | Durée |
| --- | -------------------------------------- | ----- |
| 1.  | Parrain (Oh ! Mamma)                   | 3:42  |
| 2.  | C'est loin tout ça                     | 3:32  |
| 3.  | Le Chant des solitaires                | 4:09  |
| 4.  | T'amo e t'amerò                        | 3:57  |
| 5.  | Donne-moi                              | 4:35  |
| 6.  | Si tu savais Nelson Piquet             | 3:45  |
| 7.  | Soixante ans (La Vendeuse de biscuits) | 2:55  |
| 8.  | Si je le pouvais                       | 3:37  |
| 9.  | Femmes, je vous aime                   | 3:32  |
| 10. | C'est moi qui pars                     | 4:38  |

## Crédits
- Paroles : Claude Barzotti et Anne-Marie Gaspard, et Musique: Claude Barzotti.